# Hôtel de préfecture de l'Allier
L'Hôtel de préfecture de l'Allier est un édifice abritant le siège de la préfecture du département de l'Allier. Il est situé à Moulins, la préfecture du département.